# Atlas (robot)
Atlas és un robot humanoide bípede desenvolupat principalment per la companyia nord-americana de robòtica Boston Dynamics, amb el finançament i la supervisió de la Defense Advanced Research Projects Agency (DARPA). El robot de 1,8 m està dissenyat per a una varietat de tasques de recerca i rescat, i es va donar a conèixer al públic l'11 de juliol de 2013

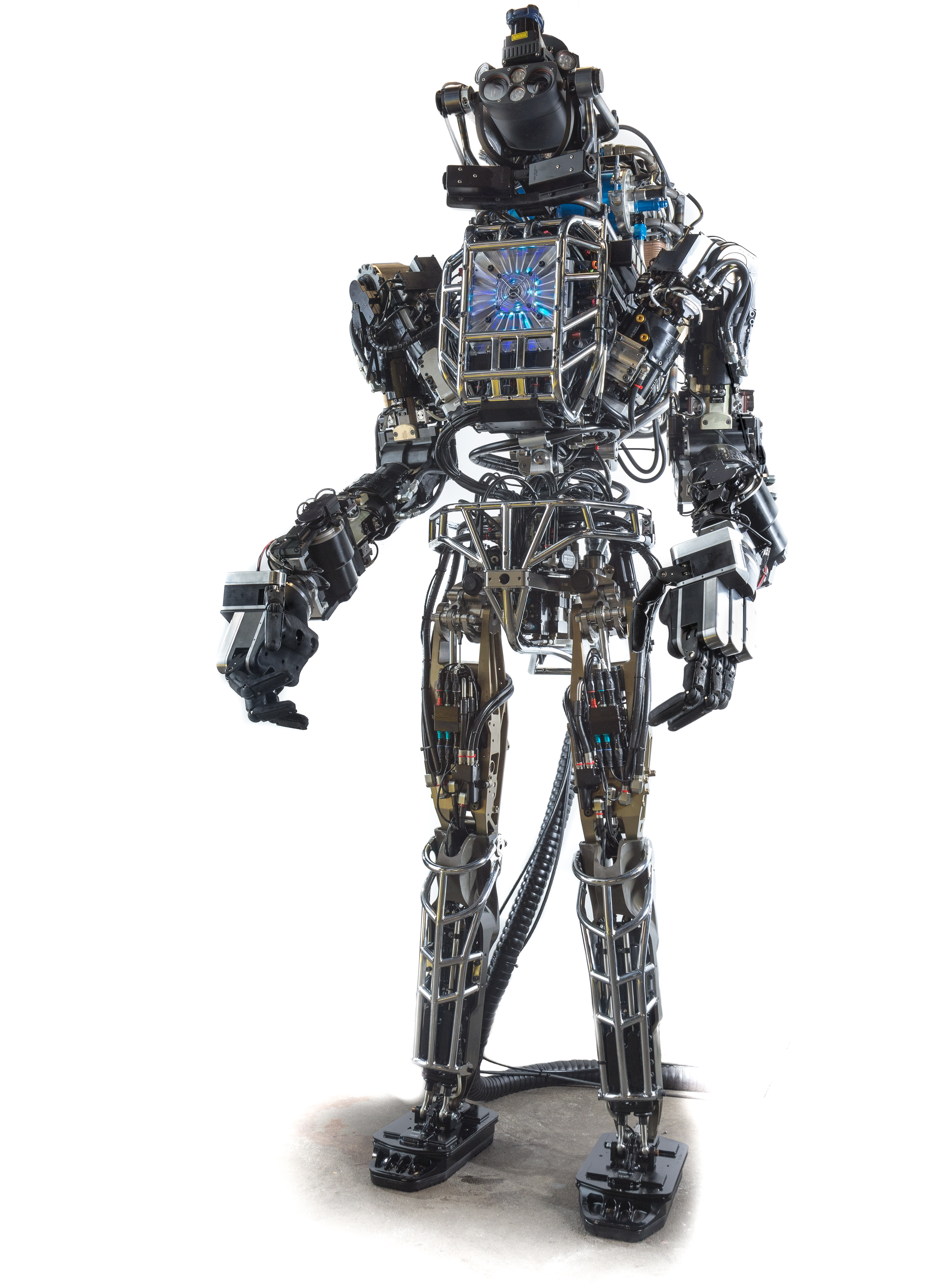
Atlas 1 al juliol de 2013

## Disseny i desenvolupament

### Atlas 1 i Atlas 2
El disseny i la construcció d'Atlas va ser supervisat per la DARPA, una agència del Departament de Defensa dels Estats Units, en cooperació amb Boston Dynamics. Una de les mans del robot va ser desenvolupada per Sandia National Laboratories, mentre que l'altre va ser desenvolupada per iRobot. En 2013, el gestor del programa robòtic de DARPA, Gill Pratt va comparar la versió prototip de l'Atlas amb nen un petit, dient que "un nen amb un any amb prou feines pot caminar, a aquesta edat cau molt... aquí és on estem ara ".
Atlas es basa en principis del PETMAN, un robot humanoide desenvolupat també per Boston Dynamics. Té quatre extremitats accionades hidràulicament. Construït en alumini de grau aeronàutic i titani. S'alça a una alçada màxima d'1.8 m d'alt, pesa 150 kg i s'il·lumina amb LEDs blaus. L'Atlas està equipat amb dos sistemes de visió, un telèmetre làser i càmeres estèreo, tots dos controlats per un ordinador de bord. Té les mans amb les capacitats motrius fines. Les seves extremitats posseeixen un total de 28 graus de llibertat i pot navegar terrenys irregulars i pujar de forma independent amb els seus braços i cames, encara que el prototip del 2013 va ser lligat a una font d'alimentació externa per mantenir l'estabilitat.
El gener de 2015 es va presentar la segona versió de l'Atlas, caracteritzat per tenir autonomia energètica, ja que està equipat amb una bateria de liti a la seva esquena, així mateix, el robot presenta una coberta blanca que cobreix en parts els circuits i mecanismes interns d'aquest. Boston Dynamics afirma que aquest nou Atlas té un 75% de parts noves acoblades i que el percentatge restant conté elements del robot original.

### Atlas Next Generation
El 23 de febrer de 2016, Boston Dynamics va presentar la nova versió de l'Atlas que està dissenyada per operar tant en exteriors com en edificis. S'especialitza en la manipulació mòbil i és molt expert en caminar sobre una àmplia gamma de terrenys, incloent neu. Està accionat elèctricament i hidràulicament. Utilitza sensors en el seu cos i cames per mantenir l'equilibri, i utilitza sensors en el seu cap per evitar obstacles, analitzar el terreny, ajudar-se en la navegació, i manipular objectes, fins i tot quan els objectes es mouen. Aquesta versió d'Atlas té aproximadament 175 cm d'alçada (aproximadament un cap més baix que l'Atlas 1) i pesa 82 kg.
El 16 de novembre de 2017, Boston Dynamics va llançar un video d'actualització del robot Atles a Youtube. En aquest video es va mostrar a Atles saltant sobre caixes, girant 180 graus mentre salta i realitza un backflip.

## Aplicacions
Atlas està destinat a ajudar els serveis d'emergència en les operacions de cerca i rescat, realitzant tasques com tancar vàlvules, obrir portes i operar equips motoritzats en entorns on els humans no podrien sobreviure. [1] El Departament de Defensa va declarar en 2013 que no tenia cap interès a utilitzar el robot per a la guerra ofensiva o defensiva.
En la competència Darpa 2015 de robòtica, Atlas no va poder completar les vuit tasques següents:
- Conduir un vehicle utilitari en el lloc.
- Viatjar desmuntat a través dels enderrocs.
- Retirar les deixalles que bloquegen una entrada.
- Obrir una porta i entrar a un edifici.
- Pujar per una escala industrial i travessar una passarel·la industrial.
- Utilitzar una eina per trencar un panell de concret.
- Situar i tancar una vàlvula prop d'una canonada amb fugides.
- Connectar una mànega contra incendis a una canonada vertical i encendre una vàlvula.

## Competència DARPA
En el 2015, l'Atlas va competir en el Desafiament de Robots DARPA per posar a prova la capacitat del robot per realitzar diverses tasques, com entrar i sortir d'un vehicle i conduir-ho, obrir una porta, i utilitzar una eina elèctrica. El concurs va ser inspirat pel desastre nuclear de Fukushima Daiichi 2011, i ofereix un premi de US$2 milions per a l'equip guanyador. L'Atlas va quedar en segon lloc darrere del robot koreà DRC, que va guanyar per un marge de sis minuts, completant tot el curs en un temps de 50:26.